# La favorita del Mahdi
La favorita del Mahdi è un romanzo di Emilio Salgari scritto nel 1887.
Già pubblicato in 124 puntate sul quotidiano La Nuova Arena dal 31 marzo al 7 agosto 1884.

## Trama
Storia d'amore tra Abd-el-Kerim, già promesso a Elenka, e Fathma, ambientata nel Sudan durante la guerra mahdista. Fathma, la protagonista e favorita del Mahdi, per rifiutarsi a tale unione organizzata, scappa via di casa, travestita da danzatrice. Nel deserto africano, la ragazza viene aggredita da un leone, ma viene salvata da un giovane avventuriero di nome Kerim e tra i due sboccia l'amore. Notis, il fratello di Elenka, si innamora anch'egli di Fathma, e cattura il giovane con l'aiuto del califfo Fit Debbeud. Kerim riesce però a fuggire e a uccidere Notis in un duello. Il greco non è però realmente morto e, per vendicarsi, decide di denunciare Kerim come spia al comandante Hicks pascia che obbliga l'arabo a seguirlo verso il fronte seguito da Elenka, la quale è ancora innamorata di lui. Notis fa rapire Fathma da Fit Debbeud, ma Omar ( lo schiavo nubiano di Kerim) la libera ed i due fuggono su di una barca lungo il Nilo, riuscendo anche ad uccidere Notis e Debbeud. I mahdisti assaltano la loro barca, obbligandoli a procedere a piedi. 
Omar e Fathma salvano da un leone lo sceicco Abù-el-Nèmr ed uccidono Elenka dopo un duello con Fathma. Giunti al campo di Hicks pascia, vengono a sapere che Kerim è caduto prigioniero dei mahdisti. Le truppe di Hicks vengono distrutte nella battaglia di Kashghil ed Omar e Fathma vengono catturati, ma evitano i terribili supplizi riservati ai prigionieri grazie all'aiuto di Abù-el-Nèmr. Abd-el-Kerim incontra il Mahdi, il quale decide di risparmiargli la vita poiché il suo esercito ha bisogno di ufficiali. Un misterioso beduino rileva però al Mahdi che Kerim è l'amante di Fathma. Fuori di sé, il Mahdi fa arrestare e torturare Kerim, ma poi il beduino gli chiede di restituirgli Kerim vivo. Il beduino e El-Mactud origliano un incontro tra Abu e Omar e capiscono che Fathma è viva. I due vengono però scoperti: il beduino viene catturato ma Mactud riesce a fuggire. 
Il beduino era in realtà Notis, il quale confessa ad Omar dove tiene prigioniero Kerim. Intanto Mactud, non sapendo che Notis ama Fathma, la cattura e la consegna al Mahdi in cambio della liberazione di Notis. Quando Mactud libera Notis, quest'ultimo, venuto a sapere dell'imminente condanna a morte di Fathma, uccide Mactud e fugge a cavallo verso il lago dove Fathma verrà annegata, con alle calcagna Abu e Omar. Giunti a lago, salva Fathma, ma viene finalmente ucciso da Omar. Poco dopo, Abd-el-Kerim e Fathma si riabbracciano. Mesi dopo, Abù-el-Nèmr ed il Mahdi passeggiano insieme ed il primo appare notevolmente scosso. Un messaggero porta loro una lettera da parte di Kerim e Fathma i quali ringraziano il Mahdi per avergli concesso la libertà. Il libro si conclude con il suicidio di Abù-el-Nèmr, il quale si era innamorato di Fathma.